# Salvador Feliu de la Penya
Salvador Feliu de la Penya i Picart (Barcelona, 1674 — Vilassar de Dalt, 8 de novembre de 1733) fou un mercader i polític català.
Va ser partidari de Carles d'Àustria durant la Guerra de Successió Espanyola. Nomenat Ciutadà Honrat de Barcelona el 1710, quan el 1713 la Junta de Braços proclamà la continuació de la guerra contra Felip V, fou nomenat membre de la «Junta dels 36». A finals de 1713 fou extret conseller segon de Barcelona i fou, amb el conseller en Cap Rafael Casanova, un dels principals dirigents de la Guerra dels catalans (1713-1714).

## Família
Fill de Salvador Feliu de la Penya i Bellsoley, i de Dionisia Picart, no tenia cap mena de parentesc directe amb l'historiador i economista Narcís Feliu de la Penya. Va néixer a Barcelona fill d'una família pagesa de Mataró, els membres de la qual a finals del segle xvii havien assolit la ciutadania honrada i dedicaven al comerç de teixits. El 1699 es casà amb Maria Coll i d'Isern, neta de Pere d'Isern i pubilla d'una rica família de mercaders de Vilassar de Dalt. Fou pare de Teresa Feliu de la Penya i d'Isern, de Salvador Feliu de la Penya i d'Isern que esdevindria regidor degà de Vilassar els anys 1736, 1741, 1753, 1758 i 1768, i d'Aleix Feliu de la Penya i d'Isern que esdevindria doctor en dret i ocupà el càrrec de relator a la Reial Audiència de Catalunya (borbònica) entre 1756 i 1768.

## Biografia
L'agost de 1705, poc després de desembarcar l'arxiduc Carles d'Àustria en territori català, Salvador Feliu de la Penya anà amb el comú de Mataró a presentar-li obediència. El 25 d'octubre de 1708 Carles d'Àustria nomenà a Feliu de Penya Ciutadà Honrat de Barcelona. El 1709 fundà la companyia comercial Companyia Nova de Gibraltar. Els socis fundadors foren Josep Grases i Gralla, de Reus i Ciutadà Honrat de Barcelona que aportà 2.100 lliures; Joan Verivol de Vilassar que aportà 2.800 lliures, Josep Buigas de Barcelona i Josep Valls, resident a Gibraltar, que aportaren 1.400 lliures cadascun; i Salvador Feliu de la Penya, que aportà 3.500 lliures i havia rebut finançament dels germans mercaders i adroguers Josep Duran i Mora i Vicenç Duran i Mora, qui al seu torn havien estat associats amb Joan Pau Llorens.
El juliol de 1713, després que la Junta de Braços proclamés la continuació de la guerra contra Felip V, fou nomenat membre de la «Junta dels 36». El 20 d'agost les tropes borbòniques entraren a Vilassar i la incendiaren i saquejaren resultant cremada la seva casa. El 30 de novembre de 1713 fou extret conseller segon de Barcelona sota el mandat del conseller en Cap Rafael Casanova. El febrer de 1714 s'enfrontà obertament contra Casanova quan aquest l'acusà d'haver format un monopoli amb altres mercaders de la seva colla per beneficiar-se en detriment de la ciutat. Rafael Casanova va ordenar fixar per decret els preus de tots els subministraments bàsics i va destituir diversos dels homes de confiança de Feliu de la Penya. Aleshores aquest llançà una campanya de difamació contra Casanova fent córrer la veu que havia posat a la seva dona fora del perill de Barcelona i que els seus dos fills servien en l'exèrcit borbònic. Francesc de Castellví va constatar que la mentida va ser repetida tantes vegades que ho haurien jurat com a cert fins a «deu mil testimonis». Però la veritat certa era que Casanova era vidu, que la seva dona havia mort nou anys enrere, i que el seu únic fill tenia 13 anys. El 21 d'abril els «armadors de l'armament marítim de la ciutat» el conseller segon Salvador Feliu i el mercader Francesc Mascaró varen vendre en encant públic un gànguil capturat a l'enemic, prèvia autorització concedida per la «Junta dels 24» de Barcelona. La venda es formalitzà davant del notari Antoni Cassani i els testimonis per part de Salvador Feliu de la Penya foren Joan Parès, negociant, i Francesc Colomer, mentre que per part de Francesc Mascaró foren el doctor en drets Emanuel Mas i Soldevila i el doctor en medicina Rafael Esteve. El 9 de juliol el gran comboi procedent de Mallorca que havia preparat la «Junta 8a de Provisions» encapçalada per Feliu de la Penya fou capturat per l'armada borbònica.
Les relacions entre Casanova i Feliu s'anaren agreujament progressivament i esclataren de nou l'agost de 1714 quan la ciutat es quedà sense queviures. Casanova convocà els membres de la «Junta 8a de Provisions», presidida per Feliu de la Penya. Aquests explicaren que la manca d'aliments es devia al fet que el darrer comboi havia estat capturat pels borbònics perquè, seguint les ordres de Feliu de la Penya, s'havia endarrerit esperant el vaixell Sant Francesc de Paula que portava les mercaderies comprades pel mateix Feliu de la Penya. Casanova va tornar a esclatar en còlera acusant novament a Feliu de la Penya d'incompetent, d'haver primat els seus interessos particulars per sobre dels de la ciutat i que el dany que havia provocat a la defensa era catastròfic. Al final d'aquella reunió Casanova exposà als membres de la «Junta dels 24» el pla del ministre Ramon de Vilana Perlas sobre la conveniència que els britànics entressin a Barcelona com a força d'interposició per evitar la caiguda de la ciutat.
Després de la crispada reunió van començar a córrer rumors per la ciutat que acusaven falsament als membres de la Junta de Provisions d'estar acaparant i ocultant menjar. Feliu de la Penya i els seus mercaders, espantats, van fer córrer el rumor que Rafael Casanova pretenia entregar la ciutat als anglesos. El matí del 26 d'agost va esclatar un primer motí quan milicians i barcelonins assaltaren els forns demanant pa. Es convocà d'urgència la «Junta dels 24» que resolgué doblar la protecció dels forns i protegir la casa de Feliu de la Penya i els mercaders de la Junta de Provisions, per bé que com anotà Francesc de Castellví i Obando «no va evitar el continu clam de la gent demanant pa pels seus diners, i es va témer, amb raó, que el poble, no podent sofrir la fam, es llancés enfurismat sobre els subjectes de la Junta de Provisions, la majoria dels quals ja no tenia segur domicili».
Les nits de l'11 al 12 de setembre, i del 12 al 13 de setembre Feliu de la Penya dormí a la Casa de la Ciutat de Barcelona custodiant els arxius per evitar que en fossin retirats documents sobre registres de compres i vendes de mercaderies, car el comissionat secret de Carles d'Àustria a Barcelona Joan Francesc de Verneda havia insistit que fossin retirats dels arxius tots els documents que demostraven la implicació de Carles d'Àustria en el subministrament d'armament i provisions per la defensa de Barcelona durant el setge borbònic, un fet que violava el «Conveni per a l'evacuació de Catalunya». El 16 de setembre Feliu de la Penya i els altres consellers —a excepció de Rafael Casanova que estava ferit— foren convocats a la Casa de la Ciutat on se'ls comunicà que el Consell de Cent quedava abolit. Poc després Feliu de la Penya fugí de la ciutat amb una de les embarcacions de la seva companyia amb destí a la República de Gènova.
Un mes després, el 19 d'octubre de 1714, el patró valencià Tomàs Ferrer va interposar denúncia a la superintendència de l'exèrcit borbònic contra els responsables de l'armament marítim de Barcelona Salvador Feliu de la Penya i Francesc Mascaró. Al patró valencià li havien capturat un xabec el mes de juliol de 1714 a la vista de Cambrils quan portava queviures per a les tropes borbòniques i pretenia recuperar la seva nau que encara romania capturada al port de Barcelona. Davant la fugida de Feliu de la Penya va haver de comparèixer Rafael Casanova, qui corroborà els fets afirmant que en tenia constància perquè aleshores era el conseller en Cap de la ciutat i perquè el patró valencià se li havia adreçat diverses vegades per tal que intercedís per ell a fi de recuperar el vaixell i la càrrega. Dos anys després, el 1716, Feliu de la Penya retornà a Barcelona i se'l documenta registre cadastral vivint en una casa pròpia a la Travessia del Cap dels Abaixadors a la plaça de la Basea, amb la dona, dos fills, cinc filles, una germana, un clergue, un criat i dues criades. El 1718 intentà infructuosament reprendre les seves activitats comercials i el 1720 residia a Badalona. L'agost del 1726 fou junt a Rafael Casanova i Comes, Francesc Anton Vidal i Josep Llaurador i Satorre testimoni d'una acta notarial aixecada per Amador Dalmau per reclamar la devolució d'un préstec de 10.000 lliures que aquest havia fet a la ciutat de Barcelona durant el setge de 1714. Aquell mateix any, patint una greu malaltia, redactà testament. El 8 de novembre de 1733 morí a Vilassar de Dalt, essent enterrat a la parròquia de la dita vila.